# Salgado (Sergipe)
Salgado est une municipalité brésilienne située dans l'État du Sergipe.